# Stotting

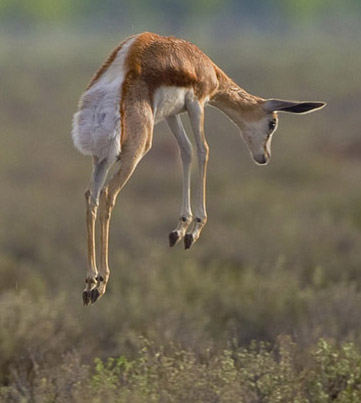
Stotting d'un jeune springbok.

Le stotting (également appelé pronking ou pronging) est un comportement chez les quadrupèdes, en particulier de gazelles, dans lequel ils bondissent dans les airs en levant les quatre pattes du sol simultanément. Habituellement, les pattes sont maintenues dans une position relativement rigide et le dos peut être arqué, la tête dirigée vers le bas. De nombreuses explications sur le stotting ont été proposées et il existe des preuves que, du moins dans certains cas, il s'agit d'un signal pour les prédateurs que l'animal sera difficile à attraper.